# نائویا اوگاوا
نائویا اوگاوا (انگلیسی: Naoya Ogawa؛ زادهٔ ۳۱ مارس ۱۹۶۸) جودوکار و کشتی‌گیر کشتی حرفه‌ای اهل ژاپن بود.